# Kanuslalom-Weltmeisterschaften 1969
Die Kanuslalom-Weltmeisterschaften 1969 fanden 1969 im Centre Eaux Vives Bourg-Saint-Maurice in Bourg-Saint-Maurice in Frankreich statt.

## Ergebnisse

### Einer-Kajak
Männer:
| Platz | Land | Sportler               |
| ----- | ---- | ---------------------- |
| 1     | FRA  | Claude Peschier        |
| 2     | SUI  | Werner Zimmermann jun. |
| 3     | GER  | Werner Rosener         |

Frauen:
| Platz | Land | Sportler        |
| ----- | ---- | --------------- |
| 1     | TCH  | Ludmila Polesná |
| 2     | GER  | Ulrike Deppe    |
| 3     | TCH  | Jana Zverinova  |

### Einer-Kajak-Mannschaft
Männer:
| Platz | Land | Sportler                                      |
| ----- | ---- | --------------------------------------------- |
| 1     | FRA  | Patrick Maccari Claude Peschier Alain Colombe |
| 2     | GBR  | Ray Calverly Kenneth Langford John MacLeod    |
| 3     | GER  | Jürgen Gerlach Ulrich Peters Werner Rosener   |

Frauen:
| Platz | Land | Sportler                                         |
| ----- | ---- | ------------------------------------------------ |
| 1     | GER  | Ulrike Deppe Bärbel Körner Brigitte Schwarck     |
| 2     | TCH  | Bohumila Kapplová Jana Zverinova Ludmila Polesná |

### Einer-Canadier
Männer:
| Platz | Land | Sportler        |
| ----- | ---- | --------------- |
| 1     | GER  | Wolfgang Peters |
| 2     | GER  | Reinhold Kauder |
| 3     | TCH  | Zbyněk Pulec    |

### Einer-Canadier-Mannschaft
Männer:
| Platz | Land | Sportler                                       |
| ----- | ---- | ---------------------------------------------- |
| 1     | GER  | Wolfgang Peters Harald Cuypers Reinhold Kauder |
| 2     | TCH  | František Kadaňka Zbyněk Pulec Petr Sodomka    |
| 3     | FRA  | Claude Baux Michel Trenchan François Bonnet    |

Mixed:
| Platz | Land | Sportler                          |
| ----- | ---- | --------------------------------- |
| 1     | TCH  | Jaroslava Karcalova Milan Svoboda |
| 2     | FRA  | Gabrielle Lutz Claude Lutz        |
| 3     | TCH  | Hana Koudelová Jiří Koudela       |

### Zweier-Canadier
Männer:
| Platz | Land | Sportler                         |
| ----- | ---- | -------------------------------- |
| 1     | FRA  | Jean-Louis Olry/Jean-Claude Olry |
| 2     | TCH  | Ladislav Měšťan/Zdeněk Měšťan    |
| 3     | TCH  | Miroslav Stach/Zdenek Valenta    |

### Zweier-Canadier-Mannschaft
Männer:
| Platz | Land | Sportler                                                                                 |
| ----- | ---- | ---------------------------------------------------------------------------------------- |
| 1     | GER  | Roock/Schmidt Hess/Wenzel Scheffer/Steinschulte                                          |
| 2     | TCH  | Dejl/Sklenar Ladislav Měšťan/Zdeněk Měšťan Miroslav Stach/Zdenek Valenta                 |
| 3     | FRA  | L. Devilleneuve/P. Devilleneuve A. Duvivier/D. Duvivier Jean-Louis Olry/Jean-Claude Olry |

Mixed:
| Platz | Land | Sportler                                                                  |
| ----- | ---- | ------------------------------------------------------------------------- |
| 1     | TCH  | Jitka Traplova/ Milan Svoboda Horyna/Prouzova Hana Koudelová/Jiří Koudela |
| 2     | FRA  | D. Curtil/F. Curtil E. Labarelle/F. Labarelle Gabrielle Lutz/Claude Lutz  |
| 3     | USA  | G. Fawcett/M. Fawcett N. Southworth/T. Southworth Liebman/Wright          |

## Medaillenspiegel
| Platz  | Land                   | Gold | Silber | Bronze | Gesamt |
| ------ | ---------------------- | ---- | ------ | ------ | ------ |
| 1      | Deutschland            | 4    | 2      | 2      | 8      |
| 2      | Tschechoslowakei       | 3    | 4      | 4      | 11     |
| 3      | Frankreich             | 3    | 2      | 2      | 7      |
| 4      | Schweiz                | -    | 1      | -      | 1      |
| 4      | Vereinigtes Königreich | -    | 1      | -      | 1      |
| 6      | Vereinigte Staaten     | -    | -      | 1      | 1      |
| Gesamt | Gesamt                 | 10   | 10     | 9      | 29     |